# Virgilio Savini
Virgilio Savini (Cuvio, 10 febbraio 1852 – Milano, 30 ottobre 1925) è stato un celebre ristoratore milanese della fine del XIX secolo e fondatore di uno dei più rinomati ristoranti della città.

## Biografia
Nato a Cuvio, capoluogo della Valcuvia, nel Varesotto, da una famiglia di origini modeste, terzo di nove fratelli la metà dei quali morti in tenera età. Il padre, Giuseppe, che fu patriota, gestiva una taverna dove sostò anche il generale Garibaldi, mentre la madre, Costanza Gattoni, era di antica famiglia di Cabiaglio, un altro paesino della Valcuvia.
Il giovane Virgilio ben presto abbandonò il paese per recarsi a Milano dove lavorò in diverse osterie o birrarie, come si diceva allora, finché non ne aprì una sua, la Stella in Porta Genova che gestiva assieme ad un socio, Gaspare Stabilini di Varese. Per qualche anno restarono insieme, partecipando anche alla grandiosa Esposizione Nazionale del 1881, poi si divisero: lo Stabilini aprì l'Hotel Eden, in Largo Cairoli, mentre il Savini rilevò la Birreria Stockers in Galleria, che era già allora un ritrovo frequentato dalle classi più abbienti.
In poco tempo il ristorante Savini diventò il luogo privilegiato per le classi agiate; ambiente favorito da aristocratici, politici, artisti e intellettuali, per convegni diplomatici, pranzi ufficiali, balli di beneficenza, incontri culturali, accordi commerciali. Ogni ricevimento veniva riferito con enfasi dalla stampa.
Per decenni la cucina fu guidata dallo chef Giuseppe Fontana. Questi, in una sua rievocazione, così scriveva:
A fine secolo, Virgilio Savini fece costruire un secondo ristorante all'Isola Botta, appena fuori Porta Sempione nelle vicinanze dell'Arco della Pace, a quell'epoca ancora periferia. Si trattava di un villino liberty di foggia neorinascimentale con torretta, abbellimenti floreali e un teatro, opera di Ulisse Stacchini, uno dei massimi interpreti del Liberty a Milano.
All'inaugurazione del villino, le cronache riportano di oltre millecinquecento invitati, a cui vennero offerto un ricco banchetto. Il Savini al Sempione divenne meta tradizionale dei frequentatori del trotter.
La cucina dei Savini preparava generalmente grandi pranzi basati su un primo in brodo, almeno tre secondi, verdura fresca di stagione od elaborata, sughi e salse, dolci e gelati, vini bianchi e rossi e lo champagne che non mancava mai. Raramente invece troviamo gli antipasti e ancor meno formaggi e frutta, a volte compariva il Porto. Erano portate improntate alla cucina milanese ma anche molto a quella transalpina, con menu dove il francese spesso la faceva da padrone.
Virgilio, dopo la morte del padre, era stato raggiunto a Milano dalla madre e dai restanti tre fratelli: Edoardo divenne responsabile dell'azienda Peregrini, una grande impresa edile che fra gli altri lavori costruirà il porto di Trieste, le stazioni ferroviarie di Genova e Torino, e, a Milano, sistemò le Nord ed il Macello.
Virgilio nel 1881 sposò Nina Campi, dodici anni più giovane di lui, di famiglia benestante, la coppia ebbe tre figli: Angelina, Giuseppe e Claudio.
Nel 1901 venne nominato Cavaliere della Corona «per aver dotato la città –scrissero i giornali– di un ristorante in forma mondiale, il Sempione e per aver saputo emergere e distinguersi coll'ingegno, coll'attività e lo spirito d'intraprendenza». Il giornale satirico Il Guerin Meschino, giocando sul fatto che in quegli anni si stava lavorando allo scavo del tunnel del Sempione, opera ardita e dispendiosa che avrebbe facilitato i collegamenti con l'Europa, pubblicò una vignetta con la didascalia «Largita fu al Savini questa decorazione, perché fondò una linea d'accesso al Sempione».
Virgilio cessò l'attività nel 1908. Chiuse il Sempione e vendette il ristorante in Galleria, malgrado la moglie Nina fosse contraria. Si ritirò a vita privata, dapprima in porta Vercellina e poi a Piazzale Ippodromo. Se la sua vita pubblica fu sotto i riflettori della notorietà, in vecchiaia si tenne lontano dalla ribalta, fu sempre schivo e anche la sua morte, una ventina di anni dopo, avvenne senza clamori.
A settantatré anni venne colpito da ictus cerebrale e la mattina successiva spirò. Era il 30 ottobre 1925. Aveva lasciato disposto per il suo funerale una cerimonia semplice, tuttavia il Corriere della Sera, la mattina successiva, pubblicò un sintetico trafiletto ricordandone i successi e annunciando le esequie per il pomeriggio. Venne seppellito nel Cimitero Monumentale di Milano dove ancora riposa.